# گراهام (کنتاکی)
گراهام (به انگلیسی: Graham) یک منطقهٔ مسکونی در ایالات متحده آمریکا است که در شهرستان مولنبرگ، کنتاکی واقع شده‌است. گراهام ۱۶۰٫۹۴ متر بالاتر از سطح دریا واقع شده‌است.